# Zack Kim

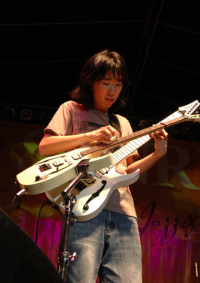
Zack Kim

Zack Kim (5 mei 1983) is een Zuid-Koreaans gitarist, die gespecialiseerd is in de techniek tapping. Een voorbeeld hiervan is zijn uitvoering van het Super Mario-thema, dat te vinden is op YouTube. Verder speelt Kim geregeld op twee gitaren tegelijk (zie ook ingezette foto). Zijn stukken beslaan een groot aantal nummers en muziekstijlen, variërend van klassiek tot jazz.
Zack heeft sinds eind 2009 zijn twee jaar durende legerdienst achter de rug. Deze is verplicht voor alle Koreaanse mannen. Gedurende deze legerdienst nam hij deel aan de talentenshow Star King in Zuid-Korea.
Er is een sterk vermoeden dat het nummer Get Lucky van Daft Punk gebaseerd is op zijn Robot Dance.

## Arrangementen en Composities
Klassiek
- Canon in D van Johann Pachelbel
- "The Promise" van Michael Nyman
- "Für Elise" van Beethoven
- Pianosonate nr. 16, K. 545, 1st movement van W.A. Mozart
- "Prelude" in C Minor BWV 847 van J. S. Bach
- Goldbergvariaties No. 1 BWV 988 van J. S. Bach

Jazz
- "Autumn Leaves" van Joseph Kosma, Johnny Mercer, and Jacques Prévert
- "Fly Me to the Moon" van Bart Howard
- "Moon River" van Henry Mancini
- "Misty" van Erroll Garner
- "Take Five" van The Dave Brubeck Quartet
- "No Woman, No Cry" van Bob Marley & The Wailers

Allerlei
- "Super Mario Theme" van Koji Kondo
- "Chocobo Theme" van Nobuo Uematsu
- "Doraemon Theme" van Shunsuke Kikuchi
- "Better Off Alone" van Alice DeeJay
- "The Simpsons Theme" van Danny Elfman
- "Tetris Theme" (Korobeiniki) van N.A. Nekrasov
- "Zelda Theme" van Koji Kondo

Eigen composities
- "Robot Dance"
- "Love is Easy"
- "Smile"
- "Anthem to Nothingness"
- "Dear Tiesto"
- "Korean Boy"
- "Pieces"
- "See You Again"
- "Miss You"
- "I'll Be Waiting"
- "Time"
- "Summer Time in Kuala Lumpur"

Kerstliedjes
- "First Noel", Traditional
- "White Christmas" van Irving Berlin